# Office de la circulation et de la navigation du canton de Fribourg
 (mai 2015).
L'Office de la circulation et de la navigation du canton de Fribourg (OCN ; en allemand : Amt für Strassenverkehr und Schifffahrt des Kantons Freiburg, ASS), est le service des automobiles du canton de Fribourg. Il est rattaché administrativement à la Direction de la sécurité, de la justice et du sport.
L'OCN a pour mission d'admettre des conducteurs, des véhicules et des bateaux présentant toutes les garanties de sécurité sur les routes et les voies d'eau. Il propose toutes ses prestations en français et en allemand, les langues officielles du canton de Fribourg. Son effectif se compose, en 2023, d'environ 100 collaborateurs, dont une trentaine d'experts de la circulation.

## Compétences
- Admission à la circulation routière (conducteurs et véhicules) : immatriculation et contrôle technique de tous les genres de véhicules automobiles, examen de conduite et délivrance des permis de conduire ;
- Admission à la navigation (conducteurs et bateaux) ;
- Cours et actions de prévention afin d’améliorer la sécurité routière ;
- Instruction des cas d’infraction à la circulation routière (analyses de rapports de dénonciation, instructions, propositions de sanction) ;
- Perception des taxes cantonales et fédérales (impôts sur les véhicules et les bateaux et redevance poids lourds liée aux prestations) ;
- Vente de plaques d'immatriculation (numéros particuliers).

## Organisation

### Statut et certifications
Ancien service cantonal connu sous le nom de « bureau des automobiles », l'OCN a changé de forme juridique en 1997 pour devenir un établissement autonome de droit public. Ce nouveau statut lui permet de mettre en œuvre des méthodes de gestion inspirées de la nouvelle gestion publique. L’office est donc autonome depuis le 1er janvier 1997, non seulement du point de vue juridique mais aussi sur le plan de la gestion. Son fonctionnement est aujourd’hui proche de celui d’une entreprise privée : financièrement indépendant, il doit assurer la couverture intégrale de ses charges.
L'OCN fournit des prestations à caractère public. Il a obtenu les certifications selon les normes ISO 9001:2015 (Système de management de qualité), ISO 14001:2015 (Système de management environnemental) ainsi que l'accréditation selon la norme 17020 (exécution des contrôles techniques). Une enquête réalisée en 2023 auprès de 503 clients révèle 92 % de satisfaction totale vis-à-vis de l'entreprise.

### Sites
L'OCN déploie son activité sur trois sites, garantissant un service de proximité :
- Fribourg, qui offre toutes les prestations
- Bulle, qui offre uniquement les prestations liées au véhicules
- Domdidier, qui offre uniquement les prestations liées au véhicules

## Prestations

### Permis de conduire
Celui qui souhaite acquérir le permis de conduire doit préalablement remplir le formulaire de demande (fourni par l'OCN ou les moniteurs de conduite) en vue d'obtenir un permis d'élève conducteur. La demande de permis d’élève peut être déposée au plus tôt un mois avant l'âge minimal légal. L'examen de conduite comprend, suivant les catégories, une partie théorique, une épreuve de théorie complémentaire (cat. C, C1/D1, D et OTR2) et un examen pratique.

### Véhicules
En Suisse, tous les véhicules sont astreints à subir un contrôle technique périodique (aussi appelé "expertise"). Environ 97 000 véhicules passent le contrôle technique dans le canton de Fribourg chaque année.

#### Plaques d'immatriculation
En 1896, le premier véhicule est immatriculé en plaques fribourgeoises. Les détenteurs de véhicules peuvent choisir leur numéro de plaques. Certaines personnes préfèrent avoir un numéro facile à retenir, contenant par exemple une date marquante, d'autres préfèrent un numéro de plaque bas. Pour ce faire, une plateforme d'enchères de plaques est à disposition des clients.
Dans le canton de Fribourg, le registre des détenteurs de véhicules (autoindex) est publié.

### Navigation
L’OCN est l’organe chargé de l'admission des bateaux et des conducteurs à la navigation. Il délivre des permis de navigation, effectue des inspections et assure l'imposition des bateaux sous mandat de l'État de Fribourg. Il juge également l'aptitude des candidats à naviguer. Il examine finalement l'octroi d'autorisations aux exploitants d’écoles de navigation, aux loueurs de bateaux et aux organisateurs de manifestations nautiques.

## Prévention
L'OCN joue un rôle dans le domaine de la prévention routière dans le canton de Fribourg. Afin de sensibiliser et d'informer les conducteurs sur leurs responsabilités et pour prévenir les conséquences fâcheuses d'un comportement inadapté sur la route, des cours spécifiques sont organisés :
- Cours d'éducation routière, pour prévenir les accidents et la récidive en matière d'infractions routières ;
- Cours "alcool", pour éviter une récidive ;
- Cours "seniors", pour préserver l'aptitude à la conduite ;
- Cours pour cafetiers-restaurateurs concernant l'alcool au volant ;
- Cours de prévention dans les collèges et dans les écoles professionnelles[13].